# Archinhac (Alier)
Archinhac (en francès Archignat) és un municipi francès, situat al departament de l'Alier i a la regió d'Alvèrnia-Roine-Alps. L'any 2007 tenia 346 habitants.

## Demografia

### Població
El 2007 la població de fet d'Archignat era de 346 persones. Hi havia 142 famílies de les quals 40 eren unipersonals (28 homes vivint sols i 12 dones vivint soles), 39 parelles sense fills, 55 parelles amb fills i 8 famílies monoparentals amb fills.
La població ha evolucionat segons el següent gràfic:
Habitants censats

### Habitatges
El 2007 hi havia 196 habitatges, 140 eren l'habitatge principal de la família, 31 eren segones residències i 26 estaven desocupats. 191 eren cases i 5 eren apartaments. Dels 140 habitatges principals, 74 estaven ocupats pels seus propietaris, 62 estaven llogats i ocupats pels llogaters i 4 estaven cedits a títol gratuït; 3 tenien una cambra, 8 en tenien dues, 36 en tenien tres, 50 en tenien quatre i 43 en tenien cinc o més. 106 habitatges disposaven pel capbaix d'una plaça de pàrquing. A 54 habitatges hi havia un automòbil i a 72 n'hi havia dos o més.

### Piràmide de població
La piràmide de població per edats i sexe el 2009 era:
| Homes | Edats   | Dones |
| ----- | ------- | ----- |
| 0     | 95 o +  | 0     |
| 0     | 90 a 94 | 0     |
| 0     | 85 a 89 | 0     |
| 0     | 80 a 84 | 4     |
| 8     | 75 a 79 | 8     |
| 12    | 70 a 74 | 4     |
| 0     | 65 a 69 | 8     |
| 16    | 60 a 64 | 16    |
| 4     | 55 a 59 | 0     |
| 0     | 50 a 54 | 8     |
| 12    | 45 a 49 | 16    |
| 8     | 40 a 44 | 12    |
| 28    | 35 a 39 | 8     |
| 28    | 30 a 34 | 20    |
| 12    | 25 a 29 | 16    |
| 16    | 20 a 24 | 0     |
| 8     | 15 a 19 | 4     |
| 8     | 10 a 14 | 12    |
| 12    | 5 a 9   | 12    |
| 12    | 0 a 4   | 12    |

## Economia
El 2007 la població en edat de treballar era de 210 persones, 158 eren actives i 52 eren inactives. De les 158 persones actives 133 estaven ocupades (79 homes i 54 dones) i 25 estaven aturades (9 homes i 16 dones). De les 52 persones inactives 17 estaven jubilades, 12 estaven estudiant i 23 estaven classificades com a «altres inactius».

### Ingressos
El 2009 a Archignat hi havia 138 unitats fiscals que integraven 348 persones, la mediana anual d'ingressos fiscals per persona era de 13.340 €.

### Activitats econòmiques
Dels 16 establiments que hi havia el 2007, 1 era d'una empresa extractiva, 1 d'una empresa alimentària, 1 d'una empresa de fabricació de material elèctric, 10 d'empreses de construcció, 1 d'una empresa d'hostatgeria i restauració, 1 d'una empresa immobiliària i 1 d'una empresa classificada com a «altres activitats de serveis».
Dels 9 establiments de servei als particulars que hi havia el 2009, 1 era un paleta, 3 fusteries, 2 lampisteries, 1 electricista, 1 perruqueria i 1 restaurant.
L'únic establiment comercial que hi havia el 2009 era una fleca.
L'any 2000 a Archignat hi havia 28 explotacions agrícoles que ocupaven un total de 1.856 hectàrees.

## Equipaments sanitaris i escolars
El 2009 hi havia una escola maternal integrada dins d'un grup escolar amb les comunes properes formant una escola dispersa.

## Poblacions més properes
El següent diagrama mostra les poblacions més properes.